# Женщина, которая изобрела любовь (фильм, 1918)
«Женщина, которая изобрела любовь» (1918) — художественный немой фильм Вячеслава Висковского. Вышел на экраны 19 июля 1918 года. Фильм не сохранился.

## История создания
Съёмки фильма начались в первой половине 1917 года, были долгими и продолжались в сложных условиях. Оператор Луи Форестье вспоминал, что измученный работой с несколькими режиссёрами оператор А. Рылло «засыпал буквально на ходу»:

«Висковский репетировал с Верой Холодной сцену для картины „Женщина, которая изобрела любовь“. Свет был поставлен, измученный Рылло блаженно спал на стуле возле аппарата. Когда репетиция была окончена, его разбудили… Стремянку, забытую драпировщиками, оператор заметил, только когда проснулся окончательно, то есть к концу съёмки».

В процессе съёмок электроэнергии не хватало, снимали по ночам, режиссёр нервничал и срывался. Исполнительница главной роли «королева экрана» Вера Холодная нередко теряла сознание, но придя в себя, вставала и играла снова.

## Сюжет
По одноимённому роману Гвидо де Вероне. Дочь ростовщика Антонелла любит красивого поручика Джилли и выходит замуж. В дальнейшем Антонелла лжёт мужу и начинает «опутывать своими сетями» пожилого герцога. В конце фильма происходит расплата жизнью.

## В ролях

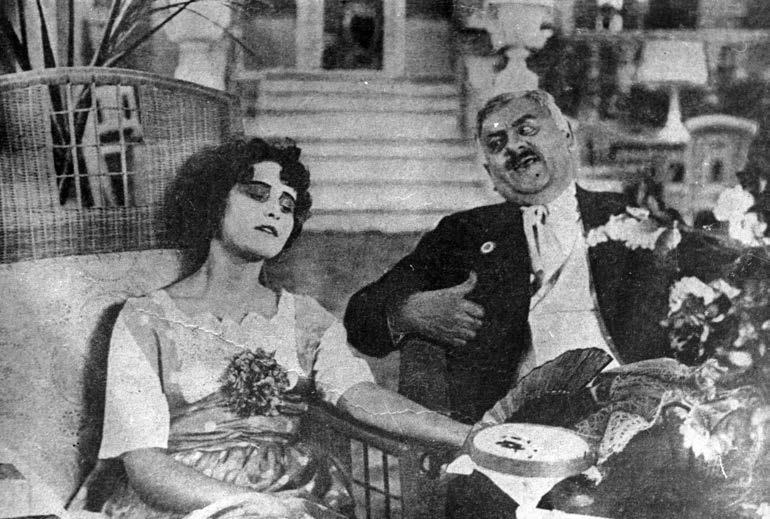
Вера Холодная и Василий Степанов в фильме «Женщина, которая изобрела любовь» (1918)

| Актёр             | Роль                                            |
| ----------------- | ----------------------------------------------- |
| Вера Холодная     | Антонелла, дочь ростовщика                      |
| Василий Степанов  | Леонардо Пассадонато, ростовщик, отец Антонеллы |
| Владимир Максимов | Раньеро Джилли, поручик                         |
| Осип Рунич        | Массимо Каддуло, обедневший барон               |
| Иван Худолеев     | Ланцо Эквикола, князь                           |
| Евгения Леонтович | Мальвина, камеристка Антонеллы                  |

## Отзывы
«Картине нельзя отказать во внешней занимательности и условной красивости» — писала газета «Жизнь искусства» в 1918 году.

Сцены итальянской жизни, природы и быта схвачены колоритно. Интересны внешние подробности, как, например, картины на ипподроме.

По мнению ряда критиков тех лет, роль Антонеллы не удалась Вере Холодной.

В вину «королеве экрана» вменялось то, что она была «слишком искренна в изображении любви». Коварства недоставало её Антонелле. Недостаточно она была рассудочна и распутна, когда лгала мужу, когда, после пылкой любви к поручику Джилли, опутывала своими сетями старого герцога… Её Антонелле хотелось верить.
Её Антонеллу невозможно было презирать и ненавидеть…

Кинокритик Веронин (Валентин Туркин) в своей рецензии в «Кино-газете» (1918, № 22) отнёс фильм к «хорошим большим картинам». Он отметил, что Вера Холодная была хороша, но местами «овладевает чувство досады».

В картине «Женщина, которая изобрела любовь» … она должна была создать характер, осмыслить его, выдержать и развить на протяжении долгих девяти частей при смене обстановки, лиц и событий.
Увы, всё, что создавала артистка, было не от неё, а от чуждого задания. Она была убедительна, пока оставалась Верой Холодной, но сразу же теряла в убедительности, как только хотела «играть» Антонеллу.

Оператор Луи Форестье считал, что Вера Холодная, игравшая роль Антонеллы, «была очень хороша в первой половине картины, пока она искренне переживала свой роман с поручиком, но во второй части картины, где ей нужно было играть и „изобрести“ любовь к старому герцогу, ничего путного не получилось».
В отличие от критиков 1918 года, киновед Ромил Соболев в книге «Люди и фильмы русского дореволюционного кино» (1961) высоко оценил работу Веры Холодной, считая, что «перед нами уже актриса». Этого мнения придерживалась и Нея Зоркая, относя эту роль к одной из лучших среди фильмов с участием актрисы.
Режиссёр В. Гардин отмечал: «Фильмы „Последнее танго“ и „Женщина, которая изобрела любовь“ свидетельствуют о том, что Вера Холодная обладала не только изумительно красивой внешностью, но и способностью использовать последнюю как средство передачи своих эмоций».